# Шистом

Шистом — река в Костромской области России, протекает по территории Межевского, Шарьинского и Пыщугского районов. Устье реки находится в 566 км по правому берегу реки Ветлуги. Длина реки составляет 36 км, площадь водосборного бассейна — 276 км².
Исток реки расположен у деревни Петровка в 22 км к северо-востоку от села Георгиевское. В верхнем течении течёт по территории Межевского района, затем по территории Пыщугского, а в нижнем течении преодолевает участок по Шарьинскому району. Река течёт на юго-восток, на реке расположены деревни Дубровино, Малая Каменка, Малый Шистом и посёлок Ивановский. Впадает в Ветлугу выше села Старошангское.

## Данные водного реестра
По данным государственного водного реестра России относится к Верхневолжскому бассейновому округу, водохозяйственный участок реки — Ветлуга от истока до города Ветлуга, речной подбассейн реки — Волга от впадения Оки до Куйбышевского водохранилища (без бассейна Суры). Речной бассейн реки — (Верхняя) Волга до Куйбышевского водохранилища (без бассейна Оки).
По данным геоинформационной системы водохозяйственного районирования территории РФ, подготовленной Федеральным агентством водных ресурсов:
- Код водного объекта в государственном водном реестре — 08010400112110000041646
- Код по гидрологической изученности (ГИ) — 110004164
- Код бассейна — 08.01.04.001
- Номер тома по ГИ — 10
- Выпуск по ГИ — 0

### Притоки (км от устья)
- 12 км: река Плоская (пр)
- 15 км: река Малый Шистом (лв)